# Hammerveld
Het Hammerveld is een schiereiland in Roermond.
Het gebied ligt tussen de Roer, de Maas waarin de Roer uitmondt, en de Hambeek, een bijrivier van de Roer die iets ten zuiden van de Roer eveneens in de Maas uitmondt. Het westelijk deel van dit gebied is bebouwd met woningen; het oostelijk deel van dit gebied bevat een hockeyveld en is verder natuurontwikkelingsgebied. De ijsvogel en de bever komen er voor.
Vanaf de Burgemeester Geuljanslaan is een natuurpad uitgezet. Naast informatieborden zijn er ook houten beelden van dieren te vinden, die door Roel van Wijlick met de kettingzaag zijn vervaardigd.

## Externe bron
- Hammerveld-Oost